# Zesoogspinnen
Zesoogspinnen (Segestriidae) zijn een familie van spinnen die iets meer dan 100 soorten telt, verdeeld over vier geslachten. Zesoogspinnen zijn over een groot deel van de wereld verspreid. Deze spinnen hebben zes ogen terwijl de meeste spinnen 8 ogen hebben, waar de naam aan te danken is.
De spinnen kunnen gevonden worden op oude muren en onder schors. De spin heeft een buisvormig spinsel in bijvoorbeeld een bakstenen muur. Waar de buis aan de buitenzijde komt lopen draden radiaal over de muur. Dit worden de struikeldraden genoemd, ze zijn niet kleverig maar hebben alleen een signaalfunctie. Met een van de acht poten en met de palpen voelt de spin aan de signaaldraden om te bepalen uit welke richting de trilling komt. Zodra de richting bepaald is valt de spin aan en bijt de prooi en sleept het naar het nest. Het nest is net iets breder dan de spin zodat dit achterwaarts moet gebeuren.

## Geslachten
- Ariadna Audouin, 1826
- Citharoceps Chamberlin, 1924
- Gippsicola Hogg, 1900
- Segestria Latreille, 1804

## Uitgestorven geslachten
- † Lebansegestria Wunderlich 2008
- † Microsegestria Wunderlich & Milki, 2004
- † Palaeosegestria Penney, 2004
- † Vetsegestria Wunderlich, 2004

## In Nederland waargenomen soorten
- Genus: Segestria
  - Segestria bavarica - (Muurzesoog)
  - Segestria florentina - (Kerkzesoog)
  - Segestria senoculata - (Boomzesoog)